# United Food and Commercial Workers
United Food and Commercial Workers, UFCW – związek zawodowy działający na terenie Stanów Zjednoczonych i Kanady. Zrzesza pracowników z takich branż jak handel detaliczny, pakowanie mięsa, przetwórstwo żywności i produkcja, hotelarstwo, rolnictwo, hodowla konopi indyjskich, handel chemiczny, bezpieczeństwo, tekstylia i ochrona zdrowia.  
UFCW należy do Amerykańskiej Federacji Pracy-Kongres Przemysłowych Związków Zawodowych (AFL-CIO) oraz Kanadyjskiego Kongresu Pracy (CLC). 

## Historia
UFCW powstał w wyniku połączenia związku zawodowego Amalgamated Meat Cutters and Butcher Workmen of North America (AMC) i związku zawodowego Retail Clerks International Union (RCIU) po konwencji założycielskiej w czerwcu 1979. William H. Wynn, prezes RCIU i jeden z projektantów połączenia, został pierwszym prezesem UFCW. W wyniku fuzji powstał największy związek zawodowy powiązany z AFL–CIO. W latach 1980–1998 UFCW nadal się rozwijał, organizując się i łącząc z kilkoma mniejszymi związkami zawodowymi. W 1980 Barbers, Beauticians and Allied Industries International Association (BBAIIA) połączył się z UFCW, a rok później dołączył do niego związek zawodowy United Retail Workers Union (URWU). 
W 2005 ówczesny prezes UFCW  Joseph T. Hansen ogłosił, że związek opuszcza AFL–CIO i dołączył do sześciu innych związków zawodowych – Międzynarodowego Bractwa Kierowców (IBT), Międzynarodowego Związku Zawodowego Pracowników Usług (SEIU), UNITE HERE, Międzynarodowego Związku Robotników Ameryki Północnej (LIUNA), Zjednoczonych Pracowników Rolnych (UFW) i Zjednoczonego Bractwa Cieśli i Stolarzy Ameryki (UBC) – tworząc nową federację związkową Change to Win Federation (CtW; obecnie Centrum Organizacji Strategicznej, SOC). 8 sierpnia 2013 UFCW ogłosiło, że wraca do AFL–CIO. 
W 2013 liczba członków AFT wynosiła 1 274 156. 